# Ужгородський Турбогаз
ПАТ «Ужгоро́дський Турбога́з» — провідне українське підприємство із виробництва обладнання для нафтогазової промисловості, що спеціалізується на випуску устаткування для видобутку, обробки та очищення, а також транспортування та зберігання нафти і газу; пунктів комерційного обліку витрати газу; енергетичного обладнання компресорних станцій; електричної ізоляції і електрохімічного захисту газопроводів.

## Історія

### 1908-1976
Бере свій початок з невеликого підприємства, заснованого в 1908 році, де виготовлялися сита для млинів та інші господарські вироби. У 1945 році на базі приватних майстерень  організовано металообробний завод «Перемога». Завод мав металообробний, складальний, ливарний цехи, трубозаготівельну ділянку, обдирні відділення, будівлі штампування, складські приміщення. Основною продукцією заводу були кухонні емальовані плити та будівельні цвяхи. До 1966 року штат робітників становив близько 600 чоловік, випуск кухонних плит сягав 68 тисяч штук на рік. 
Назва заводу  неодноразово змінювалося:
- «Перемога» (з 1945 року);
- «Ужгородський міський промисловий комбінат» (з 19 липня 1956 року)
- «Ужгородський металозавод» (з 13 листопада 1964 року)
- «Ужгородський завод газової апаратури» (з 29 березня 1966 року до 30 липня 1976 року).

### 1976-1998
У зв'язку з розширенням і реконструкцією міста Ужгорода, в першій половині 1966 року «Ужгородському заводу газової апаратури» була відведена нова ділянка в південно-східній частині міста (в промисловій зоні) площею 17 га. Протягом 1967—1976 років в промисловій зоні міста болгарськими будівельниками побудовано перша черга виробничих корпусів заводу. У 1976 році підприємство було перепрофільоване в «Ужгородський експериментальний завод газотранспортних турбоустановок».
У 1982 році на потужностях підприємства вперше в Закарпатському регіоні було розпочато виробництво сталевого лиття. Продукція ливарного і ковальсько-штампувального виробництва експортувалася в країни Західної Європи.
Протягом 1983—1993 років за угодою між урядами СРСР і ЧССР, чехословацькими будівельниками було розпочато будівництво Центральної Ремонтної Бази газопроводу «Уренгой—Помари—Ужгород». Після закінчення будівництва загальна площа виробничих потужностей склала 113 317 м². В результаті номенклатура продукції, що випускається, була значно розширена за рахунок освоєння та випуску електростанцій з газотурбінним приводом, агрегатів для підготовки газу до транспортування, комплексів свердловинного обладнання, фонтанної арматури тощо.
Поряд з промисловим будівництвом в Ужгороді велося будівництво об'єктів соціальної сфери: більше 3600 квартир, гімназія, медичні заклади, база відпочинку «Лумшори».

### з 1998
Наказом Фонду державного майна України № 19-АТ від 30 червня 1998 року підприємство було перейменовано у ВАТ «Ужгородський Турбогаз».
У зв'язку з приведенням діяльності ВАТ «Ужгородський Турбогаз» до вимог Закону України «Про акціонерні товариства» 7 травня 2012 року змінено назву Товариства на Публічне акціонерне товариство «Ужгородський Турбогаз».
Нині ПАТ «Ужгородський Турбогаз» розташоване в промисловій зоні міста на земельній ділянці площею 43,2 га. На території підприємства є 4,8 км залізничних шляхів, пункт перезавантаження із європейської залізниці знаходиться на відстані 4 км. Виробнича площа — 113 317 м²; складські приміщення — 20 014 м², в т.ч. закриті приміщення — 15846 м²; офісні приміщення — 26 394 м²; теплиця (площа під склом) — 0,5 га; форма власності — приватна. Потужності інженерних мереж: електропостачання — 1200 кВт / год; газопостачання — 50000 м³/добу; водопостачання — 1500 м³/добу; каналізація — 1300 м³/добу; опалення — автономне.

## Організаційно-виробнича структура підприємства

### Основне виробництво
- Механоскладальна дільниця;
- дільниця каркасно-зварювальна та товарів народного споживання;
- дільниця ковальсько-пресової та термічної обробки;
- ливарна дільниця;
- деревообробна дільниця;
- дільниця іононітрування

### Допоміжне виробництво
- Ремонтно-механічна дільниця;
- ремонтно-енергетична дільниця;
- транспортна дільниця;

## Технічні можливості
Для забезпечення працездатності магістральних газопроводів Західний Сибір —Західна Європа, в тому числі «Уренгой—Помари—Ужгород» у 90-х роках завод  переоснащено новітнім обладнанням виробництва Чехословаччини, Німеччини, Швейцарії, що дозволяє здійснювати не тільки ремонт та профілактику газоенергетичного обладнання, а й виробляти нові вироби і установки для газотранспортної, газодобувної та газозберігаючої галузей. Дане обладнання дозволяє обробляти заготівки діаметром до 6000 мм, висотою до 4000 мм і вагою до 100 тонн, обробляти поковки вагою до 8 тонн методом деформації за допомогою гідравлічного преса зусиллям в 1000 тонн. Крім того на заводі є парк високоточного та високопродуктивного зуборізного обладнання, установка для азотування деталей у тліючому розряді, що дозволяє робити термообробку деталей вагою до 9 тонн. 
ПАТ «Ужгородський Турбогаз» здатне випускати високотехнологічну та наукоємну продукцію для газової галузі. При розробці нової продукції використовуються передові досягнення науки і техніки, найсучасніші технології і нові матеріали, що дозволяють надійно працювати в будь-яких кліматичних умовах від арктичних до південних широт, також на великих глибинах при тиску понад 100 МПа і температурі 150 °С. Також ПАТ «Ужгородський Турбогаз» виробляє ряд продукції для нафтогазового комплексу, що використовується в підводних умовах

## Продукція та послуги

### Продукція
- Нафтогазове обладнання;
- редукторне обладнання;
- продукція ливарного виробництва;
- Редукторне обладнання;
- Благоустрій громадського простору;
- Дитячі ігрові комплекси

Географія збуту продукції, виробництва ПАТ «Ужгородський Турбогаз» — Україна, Росія, Туркменістан, Білорусь, Узбекистан, Казахстан та низка інших країн.